# Adeguimar Arantes
Adeguimar Martins Arantes Moura (Paraúna, 27 de novembro de 1961) é uma artista joalheira e designer de joias brasileira. 

## Biografia
Iniciou os estudos em Santa Helena de Goiás. Incentivada pelo pai, Miguel Martins Ambrozio, artesão e armeiro, deu os primeiros passos na arte da joalheria e cultivou o amor pelo Cerrado goiano. Da mãe agricultora, Anália do Carmo Arantes Martins, herdou a afinidade com as coisas que vêm da terra. Isso influenciou de forma definitiva o trabalho de Adeguimar Arantes, cujas joias se inspiram na iconografia de Goiás com uma combinação de fibras, raízes, folhas e ervas a gemas e metais preciosos. O resultado do trabalho levou a designer a vencer o Prêmio Mulher Empreendedora (Goiás) do Sebrae em 2006, e todas as edições do Prêmio Top 100 de Artesanato de Joia (triênio 2006-2008, 2009-2011 e 2012-2014.
Depois de estudar na Escola Agrotécnica Federal de Rio Verde (Goiás), onde conheceu o então futuro marido, Wilson Moura, hoje ourives e principal escultor da marca, Adeguimar Arantes se formou no Centro de Gemologia de Goiás, com especialização em Joalheria, design de joias e História da Joalheria. Da união com Wilson nasceram Ioná Anália Martins Moura, que assinou diversas coleções com a mãe  e Pedro Wilson Arantes Moura, webdesigner responsável pela divulgação da grife.
A natureza inquieta da artista tornou-a pioneira em muitas frentes. Adeguimar Arantes foi a primeira artista joalheira brasileira a usar somente metais reciclados desde 1985. Também foi a primeira a ter uma pop store num brechó paulistano e a única que criou um sistema de leasing de joias no Brasil por quatro anos. Seu Clube exclusivo de clientes tem acesso a algumas de suas obras Slow, limitadas a cinco por ano em 2024.
Com raízes na afetividade, sua arte reflete sensibilidade e observação amorosa. Adeguimar investiu anos na busca de resultados , arte valiosa porém sem liquidez imediata , visando combater a violência crescente. Sua visão vai além do material, incorporando símbolos de vigor e vitalidade presentes no Cerrado.
Muitos afirmam que, para vislumbrar o futuro, é necessário compreender o passado. No caso de Adeguimar Arantes, isso certamente é verdade. Seu desejo de contribuir para o bem-estar das pessoas, de tentar ajudar o próximo e preservar o meio ambiente não é apenas uma faceta de sua personalidade, mas também uma herança deixada por sua família.
Ela fundou o projeto "Farei Joias" no auge da pandemia da Covid-19 em 2020. Em um momento desafiador, surgiu a oportunidade de compartilhar o conhecimento da joalheria com pessoas em todo o Brasil, sem limitações espaciais ou financeiras. Nesse período singular em que a adversidade nos isolou e desanimou, este projeto único se tornou uma chance de acolher pessoas de todas as idades, formações e níveis sociais, incluindo indígenas e quilombolas. Todos interagiram e compartilharam experiências de vida, permitindo que a criatividade fluísse, explorassem seu entorno, objetos e recorressem à memória afetiva. Assim, nasceu uma joalheria democrática e acessível.
Em 2023, o projeto alcança projeção internacional ao participar da NYCJW23 (New York City Jewellery Week 2023), expondo ao lado de outros 300 joalheiros de todo o mundo. Apresentou o maior grupo desta edição do Brasil na exposição "Singularidades de um Brasil Criativo".
Em fevereiro de 2023  a artista lançou o livro  " Adeguimar Arantes até o FAREI JOIAS" durante a 76ª edição da FENINJER maior evento do setor joalheiro na América, a convite do IBGM - Instituto Brasileiro de Gemas e Metais Preciosos.

## Contribuições Acadêmicas
- Mestrado – Ana Bellagamba – Hochschule Trier, campus Idar Oberstein. Schmuck und Edelstein – Alemanha, Idar Oberstein. (em curso)
- Pós Graduação – Estética e História da Arte – Sonia Maria de O. Gonçalves Skoda – USP – São Paulo – SP
- TCC Joias de Cerâmica – Rosemara Marinho – Universidade Federal de São João del Rei
- TCC – Viviane Pasquali – Universidade do Oeste de Santa Catarina – UNOESC Campus Xanxerê
- Mestrado em Design – Luiz Marcelo Straliotto – Universidade Federal do Rio Grande do Sul – Estudo de casos de Ecodesign de Joias
- Mestrado profissionalizante em gestão do Patrimônio Cultural – Décio Tavares Coutinho – Universidade Católica de Goiás
- TCC Gemas e Joias – Patrícia de Paula – Faculdade Cambury
- TCC Design de Moda – Daniela Goulart – Universidade Federal de Goiás
- TCC tecnologia em design de Produto – Yara Paulina Madeira de Freitas – IF de Educação, Ciência e Tecnologia de SC – Campus Florianópolis
- Mestrado Fibras Naturais de Buriti – Ivete Cattani – USP – São Paulo
- Doutorado Estética e História da Arte – Ivete Cattani – USP – São Paulo

## Exposições Individuais
- NYC Jewelry Week 2023 - New York.
- 76ª FENINJER+ – 2023 -São Paulo-SP.
- Casa Cor Goiás – 2017 – Goiânia-GO.
- Paraty ECO Festival – 2016 – Paraty-RJ.
- Teatro Oficina – 2016 – São Paulo-SP.
- Fashion Day NCCM – 2015 – Barueri-SP.
- 2º Alpha Fashion Day – 2014 – Ópera Cristal – Barueri-SP.
- 1º Alpha Fashion Day – 2013 – Bar Brahma Alphaville – Barueri-SP.
- Granja Viana-SP – Adote Saúde.
- Cerrado Fashion Week – verão /2014- em abril de 2013.
- Tão Aroeira Quanto Rosa – Sofitel, São Paulo – SP – 2011.
- Além das Águas – Espaço de Cultura de Caldas Novas – 2010/2011.
- Capital Fashion Week – Brasîlia – DF – 2010.
- Casa Cor Goiás – 2007/2008/2009/2010.
- Gypsys Goianos – Terraço Itália – São Paulo – 2008.
- Cerratenses – Tribo das Águas. São Paulo/SP, 2006.
- Kalunga – Uma Turma Afro-Goiana – 2003.
- Karajás – Índios do Cerrado de Goiás – 2002.

## Exposições Coletivas
- Brazilian contemporary Jewel Korug – Helsinki – Finland, 2018.
- Brazilian contemporary Jewel – Embassy of Brazil – Stockholm – Sweden, 2018.
- Brazilian contemporary Jewel – Galerija ARgenTUM – Vilnius -Lithuania,2018.
- Joia contemporânea Brasileira – A CASA museu do objeto brasileiro – São Paulo, 2018.
- Expressão Plural na joalheria contemporânea Brasileira – FAAC UNESP – São Paulo, 2017.
- Mostra Black – São Paulo – 2012.
- SOFA New York – 2011.
- Collect Brazilian Jewelry Budapest – Hungria – 2011.
- 3°, 4° e 6° Salão do Turismo – Vitrine do Brasil  IBGM 2008/2009/2011.
- SPFW Verão 2010 Estilista Simone Nunes.
- FLIP – Festa Literária Internacional de Paraty – Brasil – 2008.
- Galeria de Arte – Casa Cor São Paulo 2008.
- More – Milão, Itália, 2007.
- More – Milão, Itália, 2006.
- Brazil Oggi – La passione per lo stile. Itália, 2006.
- Jóias do Artesanato Paulista. São Paulo/SP, 2005.
- UNCTAD Xl – ONU. São Paulo/SP, 2004.
- Biomas Brasileiros. São Paulo/SP, 2004.
- Fórum Mundial de Turismo. Salvador/BA, 2004.
- Jóias da cor do Brasil. Brasilia/DF, 2003.